# Domenico Lentini
Domenico Lentini (20. listopadu 1770, Lauria – 25. února 1828, tamtéž) byl italský římskokatolický kněz. Katolická církev jej uctívá jako blahoslaveného.

## Život
Narodil se dne 20. listopadu 1770 v Laurii jako poslední z pěti dětí Macariu Lentinimu a Rosalii Vitarella do chudé rodiny sicilského původu. Jeho otec pracoval jako obuvník. Pokřtěn byl ještě v den svého narození.
Jeho první dvě sestry Dominique a Rosa se provdaly stejně jako jeho bratr Nicholas, který se přestěhoval do Fardelly. Jeho strýc z matčiny strany byl kněz Domenico Vitarella. Jeho sestra Antoinette sloužila jako jeho hospodyně poté, co se stal knězem. V dětství byl velmi temperamentní. Dne 16. června 1772 přijal svátost svátost biřmování.
V roce 1785 pocítil povolání stát se knězem a téhož roku zahájil v Policastru svá církevní studia. Jedním z jeho spolužáků byl Giuseppe Ielpa, který se stal později jeho zpovědníkem. Roku 1787 musel kvůli špatné ekonomické situaci ve svých studiích pokračovat v Laurii.
Dne 27. října 1793 přijal v Mormannu z rukou biskupa z Cassana all'Jonio Giovanniho Battisty Coppoleho jáhenské svěcení. Na kněze jej pak vysvětil dne 8. června 1794 v katedrále sv. Mikuláše v Marsico Nuovo biskup Bernardo Maria Latorre. Byl poté ustanoven ke službě ve své rodné obci, kde se stal také farářem. Byl oddaný eucharistii, v čemž podporoval i své farníky, a získal si oblibu pro svá kázání a pastorační péči mezi chudými. Zřídil školu pro svoje farníky, kde vyučoval teologii, katechismus a další předměty. Často se podroboval kajícným praktikám, včetně přísných postů, umrtvování těla a spánku na podlaze. Byl známý svým skromným způsobem života a obětoval různá kněžská privilegia, aby vyjádřil svou touhu žít jako chudí.  Byl také vyhledávaným zpovědníkem. Dlouhé hodiny trávil před oltářem při eucharistických adoracích, při kterých prožíval hluboké stavy extáze. Byl také známý tím, že dokázal obrátit srdce hříšníků, se kterými se setkal.
V únoru roku 1828 se modlil před eucharistií, když utrpěl náhlou a silnou bolest, která ho přinutila upoutat se na lůžko. Jeho přítel Giuseppe Ielpo mu dne 22. února 1828 udělil pomazání nemocných. Zemřel dne 25. února 1828 ve svém domě v Laurii večer kolem 20:30 s krucifixem v rukou a zapálenou svíčkou u boku. Jeho pohřeb se konal celý týden za velké účasti věřících. Jeho ostatky jsou uchovávány v kostele San Nicola di Bari v Laurii.

## Úcta
Jeho beatifikační proces započal dne 12. dubna 1905, čímž obdržel titul služebník Boží. Dne 27. ledna 1935 jej papež Pius XI. podepsáním dekretu o jeho hrdinských ctnostech prohlásil za ctihodného. Dne 17. prosince 1996 byl uznán zázrak na je ho přímluvu, potřebný pro jeho blahořečení.
Blahořečen pak byl dne 12. října 1997 na Svatopetrském náměstí papežem sv. Janem Pavlem II.
Jeho památka je připomínána 25. února. Bývá zobrazován v kněžském oděvu. Je patronem Laurie a diecéze Tursi-Lagonegro.